# Iglesia de San José (Nom Pen)
La Iglesia de San José de Nom Pen o Iglesia de San José (en jemer: ព្រះវិហារសន្តយ៉ូសែប) es un edificio convertido temporalmente en un lugar de culto para la parroquia católica de San José en Nom Pen la capital del país asiático de Camboya. Es también el lugar de encuentro de la parroquia francófona de esa localidad. Se trata en realidad de una escuela transformada temporalmente en iglesia a la espera de que se construya otro edificio.

## Historia
Cuando a los misioneros católicos, entre ellos Émile Destombes, Yves Ramousse y François Ponchaud, se les permitió regresar a Camboya después de 1990, después de cinco años de la llamada Kampuchea Democrática y once años de ocupación vietnamita, primero trabajaron para volver a reunir a los fieles católicos. La cuestión inmobiliaria no era prioritaria, a pesar de que casi todos los edificios católicos habían sido destruidos o han cambiado de uso (el obispado fue convertido a la fuerzaen el ayuntamiento de la ciudad).
A pesar de esto el día de Navidad de 1990, el gobierno, que se había negado a devolver las tierras que pertenecían a la Iglesia Católica antes de 1975, ofreció la mitad del antiguo seminario menor de Nom Pen (construido en 1912) que había sido utilizado sucesivamente como prisión y luego como cuartel por los jemeres rojos y los comunistas vietnamitas. La otra mitad fue recomprada en 1992. Los edificios históricos fueron renovados (la capilla de San José fue restaurada en 1993), mientras que los nuevos fueron construidos para albergar un centro de salud y una escuela católica. Un almacén situado en un edificio vecino se utiliza como lugar principal de celebración, ya que la capilla no es lo suficientemente grande como para albergar a la asamblea presente en las celebraciones dominicales.

## Véase también

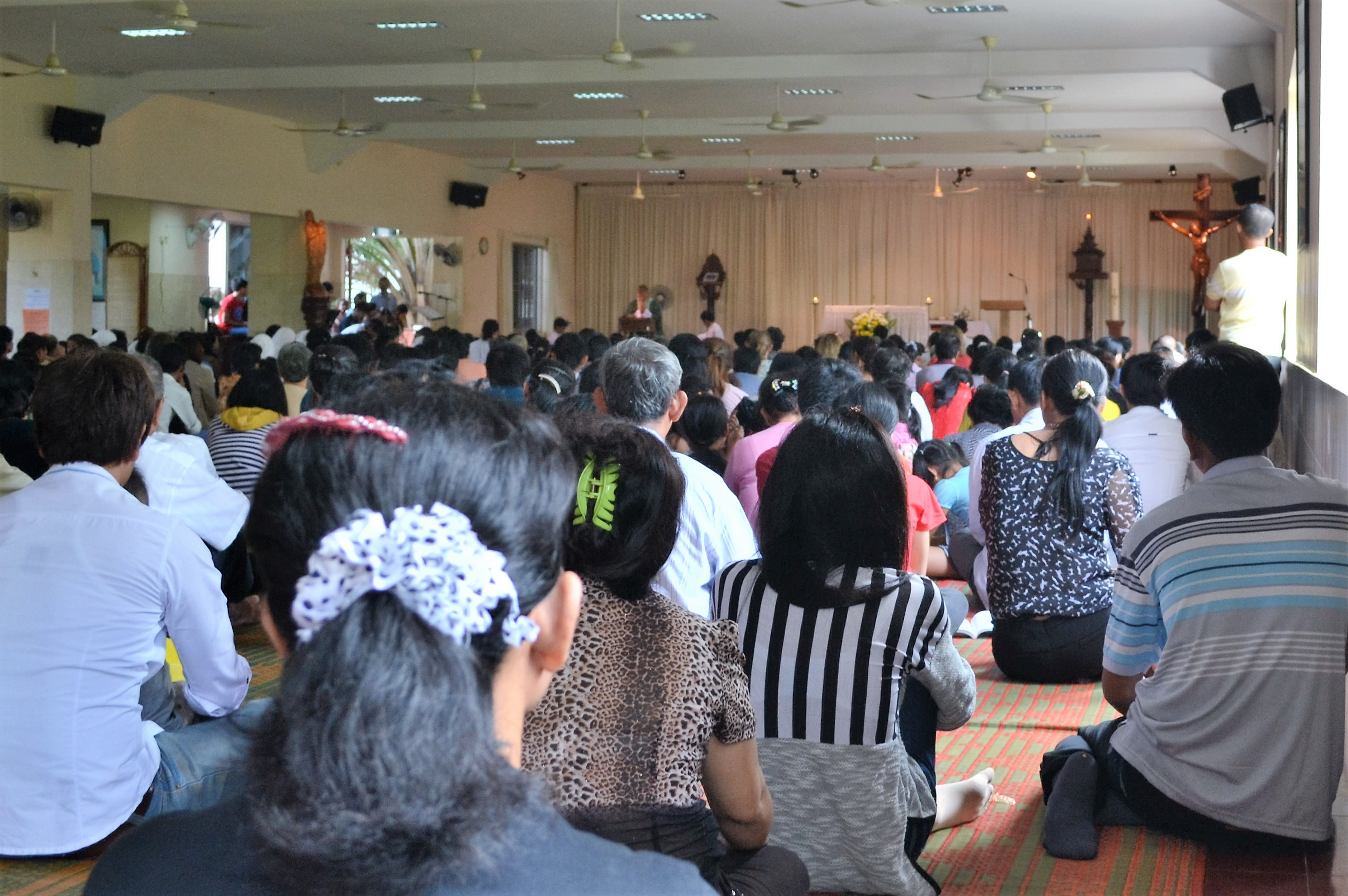
Vista interna del templo